# Kemijärvi (jezero)
Kemijärvi je největší přírodní jezero v říčním systému severofinské řeky Kemijoki. Nachází se v oblasti stejnojmenného města Kemijärvi v největší finské provincii, Laponsku.
Hladina jezera je regulována a jeho hloubka kolísá mezi 142 a 148,8 m. V závislosti na klesání hladiny se mění i rozloha jezera, která se pohybuje mezi 128 a 285 km².
Jezerem dlouhým 80 km protéká řeka Kemijoki. Na jejím výtoku z jezera byla vybudována vodní elektrárna Seitakorva, která má instalovaný výkon 144 MW a spád 17–24 m.